# Srpska Crnja
Srpska Crnja (en serbe cyrillique : Српска Црња ; en hongrois : Németcsernye) est une localité de Serbie située dans la province autonome de Voïvodine. Elle fait partie de la municipalité de Nova Crnja dans le district du Banat central. Au recensement de 2011, elle comptait 3 664 habitants.

## Histoire
Le nom de Srpska Crnja est mentionné pour la première fois en 1373 et la localité est apparue pour la première fois sur une carte en 1723.

## Démographie

### Évolution historique de la population
| 1948  | 1953  | 1961  | 1971  | 1981  | 1991  | 2002  | 2011  |
| ----- | ----- | ----- | ----- | ----- | ----- | ----- | ----- |
| 8 820 | 7 977 | 7 376 | 6 001 | 5 467 | 5 046 | 4 383 | 3 664 |

|  |

## Tourisme

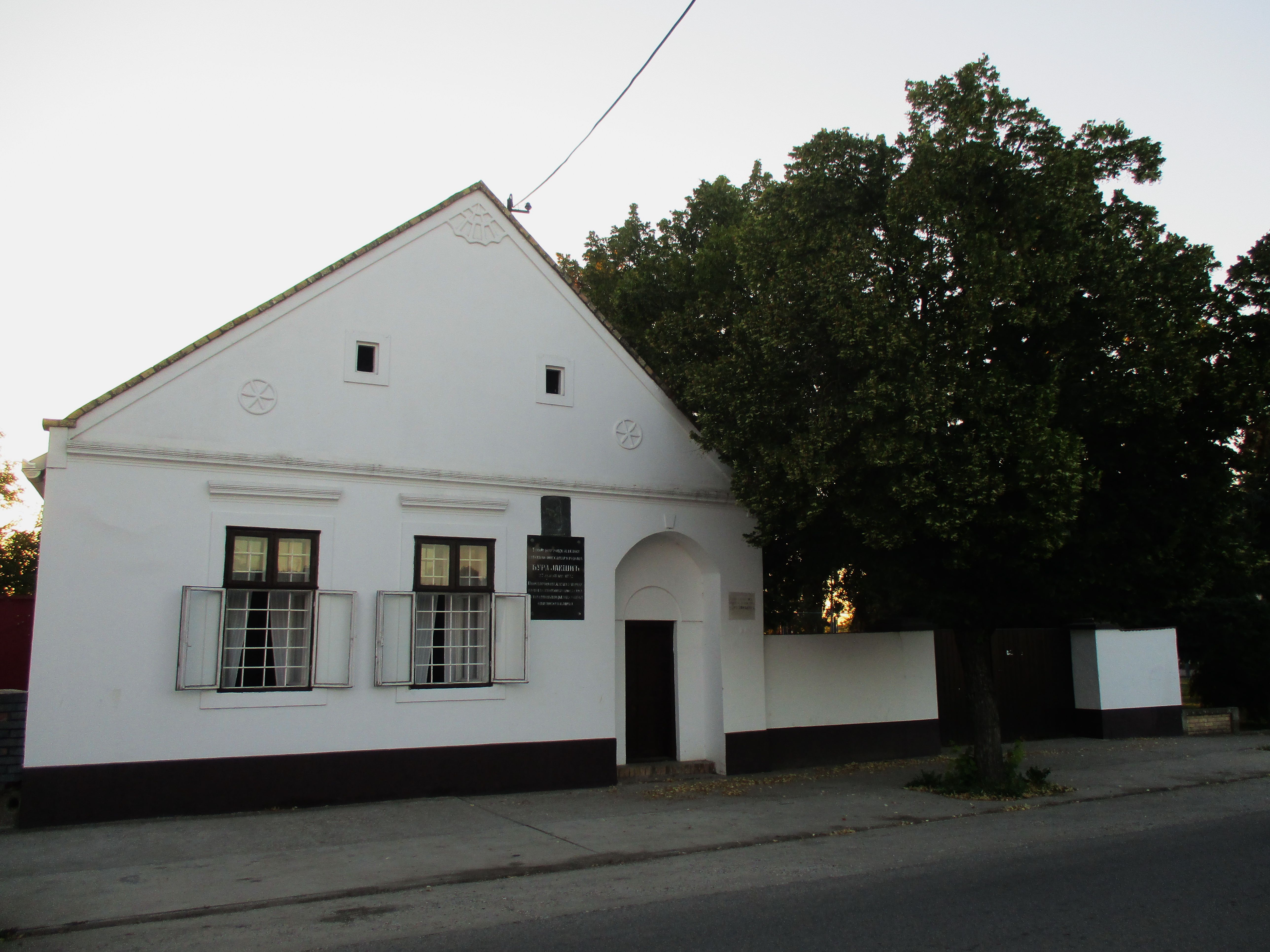
La maison natale de Đura Jakšić

- L'église Saint-Georges construite en 1775 ; elle abrite des peintures de Đura Jakšić.
- Le Musée Mémorial de Đura Jakšić.
- Buste de Đura Jakšić dans la nef de l'église orthodoxe.
- Monument aux habitants de Srpska Crnja tués le 5 octobre 1944 lors de la libération de la ville ; il est situé dans la nef de l'église orthodoxe.
- Une tombe datant de 1790.
- Le jour de Lipar, une manifestation de l'honneur de Đura Jakšić créée en 1962.
- Le Motel Kastel, château construit en 1943 pour le général Najhauzen pendant l'occupation nazie.

## Transport
- Route nationale 7 (Serbie)

## Personnalités

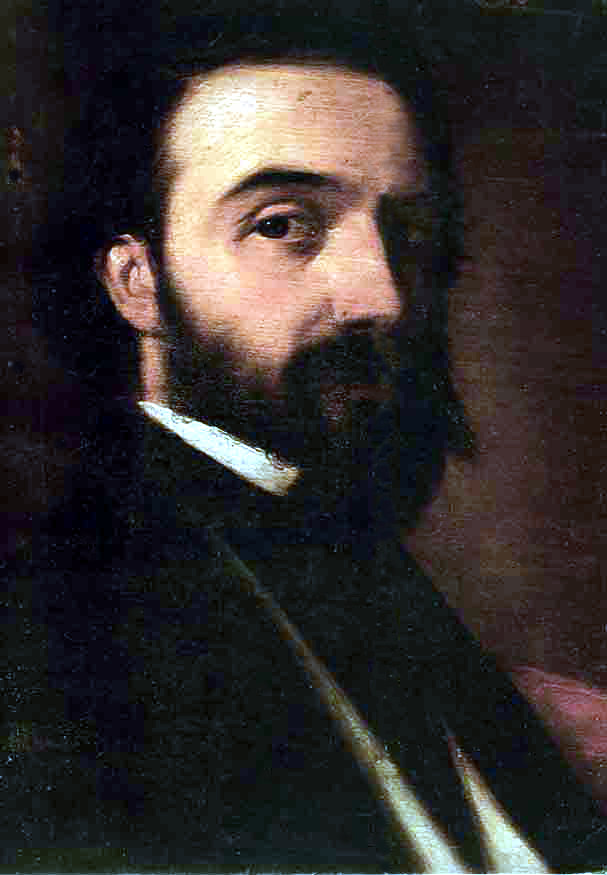
Đura Jakšić - Autoportrait

Srpska Crnja est le village natal de l'écrivain et peintre Đura Jakšić.